# Annegret Herzberg
Annegret Herzberg (* 1945 in Pirna) ist eine deutsche Schriftstellerin und Verlegerin.

## Leben
Annegret Herzberg studierte von 1963 bis 1969 Germanistik und Latinistik. Sie war langjährige Redakteurin der kulturpolitischen Wochenzeitung Sonntag und leitende Lektorin im Buchverlag Der Morgen. Seit 1989 veröffentlicht sie Berichte, Essays und Erzählungen in zahlreichen Anthologien.
1996 wurde sie zur ersten Dresdner Stadtschreiberin gewählt.

## Veröffentlichungen und Herausgeberschaften
- Staatsmorast. 21 Autoren zur Umwelt. Hrsg. und mit einem Vor- und Nachw. von Annegret Herzberg. Verlag a und i Weissenhorn, Lübeck 1991, ISBN 3-928496-07-7.
- Alma fliegt. 31 neue Märchen von der Liebe. Hrsg. u. mit e. Nachw. von Annegret Herzberg. Buchverlag Der Morgen, Berlin 1988, ISBN 3-371-00138-5 [ill. mit Postkt.-Übermalungen von Strawalde].
- Tausendäugig diese Häuser. Prag u. Berlin in Lyrik u. Prosa. Hrsg. v. Drahomíra  Vlašínová. Buchverlag Der Morgen, Berlin 1985 [d. Prag-Ausw. besorgte Drahomíra Vlašinová. Prosaübertr. u. Interlinearübers. aus d. Tschech.: Karl-Heinz Jähn. Nachdichtungen von Waldemar Dege. Die Berlin-Ausw. traf Annegret Herzberg. Ill.: Rastislav Michal u. Herbert Tucholski].

| Personendaten    | Personendaten                            |
| ---------------- | ---------------------------------------- |
| NAME             | Herzberg, Annegret                       |
| KURZBESCHREIBUNG | deutsche Schriftstellerin und Verlegerin |
| GEBURTSDATUM     | 1945                                     |
| GEBURTSORT       | Pirna                                    |